# Villa du Parc
Villa du Parc är en enskild gata i Quartier du Combat i Paris nittonde arrondissement. Gatan har fått sitt namn på grund av närheten till Parc des Buttes-Chaumont. Villa du Parc börjar vid Rue Pradier 21 och slutar vid Rue Botzaris 10.

## Bilder
| - Gatuskylt. - Parc des Buttes-Chaumont. |

## Omgivningar
- Saint-Georges de la Villette
- Notre-Dame-de-l'Assomption des Buttes-Chaumont
- Parc des Buttes-Chaumont
- Square Bolivar
- Jardin de l'Îlot-Rébeval

## Kommunikationer
- Tunnelbana – linje  Pyrénées
- Tunnelbana – linje  Buttes Chaumont

### Webbkällor
- ”Villa du Parc”. Mairie de Paris. https://web.archive.org/web/20160303194138/http://www.v2asp.paris.fr/commun/v2asp/v2/nomenclature_voies/Voieactu/6961.nom.htm. Läst 11 oktober 2022.
- ”Villa du Parc (19ème arrondissement)”. Les rues de Paris. https://web.archive.org/web/20180102141433/http://www.parisrues.com/rues19/paris-19-villa-du-parc.html. Läst 11 oktober 2022.